# Vulturești (okręg Suczawa)
Vulturești – wieś w Rumunii, w okręgu Suczawa, w gminie Vulturești. W 2011 roku liczyła 28 mieszkańców. 